# Ireneusz Kącki
Ireneusz Jan Kącki (ur. 27 grudnia 1961) – polski polityk, w 1998 wicewojewoda ciechanowski.

## Życiorys
Syn Stanisława, zamieszkał w Ciechanowie. Absolwent tamtejszego I Liceum Ogólnokształcącego im. Zygmunta Krasińskiego i Uniwersytetu Warszawskiego. Członek Towarzystwa Miłośników Ziemi Ciechanowskiej. Działał w Unii Wolności, należał do zarządu jej koła w gminie Ciechanów. Od 27 lutego do 31 grudnia 1998 sprawował funkcję ostatniego w historii wicewojewody ciechanowskiego.